# تيريزا (مسلسل)
تيريزا (بالإنجليزية: Teresa)‏، مسلسل تلفزيوني مكسيكي، أنتجه خوسيه ألبرتو كاسترو لصالح شركة تيليفيسا. وهو إعادة إنتاج لمسلسل مكسيكي يحمل نفس الاسم أنتج عام 1959.
قام بأداء الأدوار الرئيسية كل من أنجليك بوير وسيباستيان رولي وآرون دياز، بينما لعبت سينثيا كليتبو وآنا بريندا كونتريراس أدوار البطولة المشاركة. أما مانوييل لانديتا ومارغاريتا ماغانا وفيليثيا ميركادو فقد لعبوا أدوار الأشرار الرئيسيين.

## القصة
تيريزا، امرأة جميلة وذكية نشأت في بيئة فقيرة، تسعى للهروب من الفقر باستخدام جمالها وذكائها. ورغم تضحيات والديها ودعمهما، فإنها تشعر بالاستياء من حياتها المتواضعة، خصوصًا بعد فقدان شقيقتها الصغرى روزا. تقيم تيريزا علاقة مع ماريانو، الطبيب المكافح، لكنها تتركه لصالح باولو، الطالب الثري في مدرستها، آملاً في حياة أفضل. لكن باولو ينفصل عنها حين يكتشف خلفيتها الاجتماعية، ويهينها علنًا أمام صديقته الجديدة آيدا.
تتقرب تيريزا من معلمها أرتورو دي لا باريرا مصرّة على النجاح بأي ثمن، فيساعدها في دفع تكاليف دراستها الجامعية. بينما تحاول إغواءه، تجد نفسها متورطة في علاقة جديدة مع ماريانو بسبب الغيرة. تختار في النهاية أرتورو، وتزيف حياتها العائلية لتحصل على تعاطف أخته لويزا، التي تدعوها للعيش معهم. تتمكن تيريزا من جعل أرتورو يقع في حبها ويتزوجها.
يتعرض زواج تيريزا من أرتورو للتحديات بسبب علاقات ماضية لأرتورو مع خطيبته السابقة بالوما وخيانة تيريزا مع ماريانو. عندما يواجه أرتورو أزمة مالية، تبدأ تيريزا في مطاردة فرناندو، الثري والخطيب السابق لأخت أرتورو، للحصول على مكانته. لكن مخططها يُكتشف، مما يؤدي إلى خيبة أمل لويزا ووفاة والد تيريزا. تنجح تيريزا في إغواء فرناندو، وتطلق أرتورو، متنكّرةً لعائلتها في مقابلة زفاف.
بعد أن تنفر تصرفات تيريزا الجميع، تبدأ في تغيير سلوكها وتحاول العودة إلى أرتورو بعد حادث سيارة. ورغم رفضه في البداية، تتبرع تيريزا بأموال فرناندو للجمعيات الخيرية، ولكن تظل وحيدة وتبكي في نهاية المطاف، ممسكة بدب من أرتورو. في النهاية، يختتم القصة بنهايتين بديلتين: الأولى تشير إلى عودة تيريزا إلى أساليبها القديمة في عمل جديد، والثانية تنتهي بموتها على يد فرناندو الذي يطلق النار عليها. النهاية الرئيسية تظهر أرتورو وهو يعود لاحتضان تيريزا، مانحًا إياها فرصة جديدة للحب والخلاص.